# 兄妹 〜少女探偵と幽霊警官の怪奇事件簿〜
『兄妹 〜少女探偵と幽霊警官の怪奇事件〜』（キョウダイ しょうじょたんていとゆうれいけいかんのかいきじけんぼ）は、木々津克久による日本の漫画作品。女子高生とその兄の幽霊がおりなす人情派ミステリーである。

## 概要
『週刊少年チャンピオン』（秋田書店）2014年51号から2016年13号まで連載された。全61話。
木々津の前連載作『名探偵マーニー』同様に事件を通じて友人が増えていくパターンを踏襲している。
木々津は、自分の作品同士をつなげる遊びをちょくちょくやっており、『名探偵マーニー』でも、別の自分の作品の登場人物をカメオ出演させていたが、本作でも主人公・蛍のトレードマークにもなってるドクロの髪飾りが『名探偵マーニー』の登場人物・波峰りあと同じデザインであるといった遊びがある。
また、ライターの後川永は「各エピソード単位の端正な味わいと、シリーズを貫く縦糸の複雑なおもしろさ」を本作の評価に挙げている。ミステリマンガ研究家の廣澤吉泰は「論理を重んじるミステリと、非論理的な存在である霊」とを融合させた点を評価している。
2015年6月にコミックス2巻が発売されたおりには、東京都千代田区神田神保町の書泉グランデにて出版記念のサイン会が開催された。また、COMIC ZINの調べによる2015年6月8日から6月14日週間単行本売り上げランキングでは、コミックス2巻が8位にランキングされている。

## あらすじ
名門聖マルス学園に特待生として進学した赤木蛍。その兄、圭一は将来を有望視される警官だったが帰宅途中で失踪。独身寮の自室に遺書めいたものも発見され警察の捜査が打ち切られて2年が経過していた。
ある日、蛍の前に圭一が警官の格好をしたガイコツの幽霊となって戻ってくる。
幽霊の圭一は、壁などをすり抜けることができるため、どんな場所にも出入りすることができ、圭一の目撃したものは、額をあわせることで蛍に映像で伝えることもできる。反面、圭一には実体がなく、物理的な干渉は行えない。蛍は高い身体能力で圭一の不利な点を補い、また推理力にも長ける。幽霊の兄と妹の絶妙なコンビネーションで、兄妹は2人にしか見えない「何か」が引き起こす奇妙で不思議な事件を解決していくと同時に、圭一の死の真相に迫って行く。

## 登場人物

### 赤木家
赤木 蛍（あかぎ けい）
幼い頃に初恋の相手からもらったドクロの髪留めがトレードマーク。髪は茶髪だが地毛。
兄・圭一の失踪後、母が夜間営業の店を始めたことから、赤木家の家事全般を引き受けている。
深く考える際には身体を動かす癖があり、掃除をし始めることも多い。
赤木 圭一（あかぎ けいいち）
正義感の強い警官だったが、3年前に勤務先から帰宅する途中で失踪。警官の制服を着た骸骨姿の幽霊となって蛍の元に戻って来た。
基本的には普通の人からは認識されないが、霊感の強い人間には存在を感じられることがある。圭一のほうからも生きている人間や物質には干渉できないが、悪霊などには触れることもでき、所持している拳銃も悪霊には効果がある。
蛍の父
町工場「赤木興業」の社長。
真知恵
蛍の母。圭一が行方不明になってからは、バーのような店を経営している。姉が2人いて、父（蛍から見れば母方の祖父）が44話で亡くなった。
和也、節、舞
蛍の弟、妹たち。舞はまだ生後4か月の乳幼児。

### 聖マルス学園
緑川 楓（みどりかわ かえで）
蛍のクラスメイト。聖マルス学園1年生。第4話「恐喝王」より登場。正体が判明するのは第10話「初恋と殺人装置2」。
現役の警視正を父に持ち、祖父も推理に長けた名刑事、退職後は名探偵として名が高い。その祖父に敬意を持ち自身も警官を目指している。
事件の現場に居合わせ（幽霊である圭一からの情報を元に）真相を言い当てる蛍に高校生探偵としてライバル意識を燃やす。
秘密があると首を突っ込んできて、その秘密を暴き立てるということでクラスメイトからは友好的な感情を持たれてはいない。
黒い帽子がトレードマークで、本編では作務衣に着替えても帽子は被ったままだった。コミックス描き下しのおまけ4コマでは帽子を取った姿が描かれている。
桃園 霧子（とうえん きりこ）
聖マルス学園2年生。第30話「謎の桃園」より登場。学園では風紀委員長を務める。資産家で祈祷者の一門の令嬢。額を隠すバンダナを常に身に着けている。
桃園本人に自覚はまったくないが非常に強力で世界の条理すら捻じ曲げるような神格の高い守護霊が憑いている。そのため、近づくだけで悪霊を消滅させており、本人の周辺ではオカルト事例が起きないため、本人はオカルト否定派。圭一も度々身体をバラバラにされている。守護霊については、死神（後述）も敵わないと神格の高さを認めている。
蛍から騙されて悪霊のいる場所に誘われ、守護霊を利用して悪霊を退治したことがある。蛍が真実を語ったにも関わらずオカルトとして本気にしなかっため、蛍についてはあまり良い印象を持っていない。
幼馴染に強い恋心を抱いており、幼馴染のことになると冷静さを失って守護霊が暴走気味になることもある。その際は落雷まで操っていた。
青葉 真琴（あおば まこと）
「聖マルス学園」2年生女子。ぶっちぎりで学園一の天才だが奇人。第40話「フックマン」に名前と後姿だけ登場。その後、第54話「赤木蛍裁判」から本編に登場する。黒髪長髪だが、あちこち髪が跳ねている。霧子とは初等部からの付き合いで、仲もいい。
終盤、蛍が抱えている事情が桃園らに受け入れられるよう蛍を誘導した。この真琴による蛍への語りかけの描写に、ミステリマンガ評論家の廣澤吉泰は70年代の少女マンガを連想している。
黄多川 礼（きたがわ れい）
「聖マルス学園」1年生女子。蛍とクラスは異なるが、柔道の授業は一緒に受けていた。第45話「ザ・ボディーガード」より登場。小柄で笑顔を絶やさない見かけによらず、武術師範を務める伯父の影響を受けて、柔道部の大柄の女子を手玉に取ったり、悪意に憑かれたストーカー集団をいなすこともできる武術の達人。緩衝材の入ったカバンや鉄板入りグラブを着用している。
本能で圭一の存在や言葉を感じ取ることもでき、桃園の守護霊も感知できるほど感覚も鋭い。

### その他
桐島 静香（きりしま しずか）
第16話「桐島静香の秘密」より登場。圭一の同期であるキャリア組で、蛍と初めて会った時（第16話時点）は警察署長に就任していた。失踪前の圭一と交際しており、死亡（失踪）の原因について心当たりがある。
心臓を患っており、発作で死亡すべきところを、魂回収のために待ち構えていた死神（後述）と蛍が取り引きしたことで生きながらえる。
死神（しにがみ）
あだ名などではなく、文字通りに死者の魂を連れ去る死神。圭一と同様に普通の人には見えない。第18話「桐島静香の秘密3」で正体が判明する。
約束や宣言などはきっちり守るタイプであり、そこを突かれて蛍に度々あしらわれている。
元は人間で、1960年代のアメリカ産まれ。
真島 慎一（まじま しんいち）
小学校、中学校が蛍と同じだった幼馴染。蛍には恋心を抱いており、異なる高校に進学した蛍と会える時間を少しでも増やすため、父親が勤める赤木興業でアルバイトを行っている。しかし、蛍からは異性としてはまったく相手にされていない。
志田 りか（しだ りか）
蛍、緑川のクラスメイト。蛍が最初に遭遇した奇妙で不思議な事件の当事者。
優秀な兄と比較されることで鬱屈し、それが兄の殺意にまで高まっていたが、蛍と圭一に救われる。以後、蛍と友好関係を築いており、蛍が家族に無断外泊する際のアリバイ作りの協力（志田の家に泊まったことにする）も行っている。
塞田 康平（さいだ こうへい）
蛍たちのクラスの担任教師。たびたび映画の台詞を引用し生徒のウケを取っているが、蛍にはネタを理解されていない。

## 作中用語
聖マルス学園（せいマルスがくえん）
ミッション系の名門学校。
十二人委員（じゅうににんいいん）
戦後すぐに警察内部で発足した急進的なグループ。法で裁けない悪人、反省の色が見られない悪人を人知れず抹殺して行方不明に仕立てていた。自然消滅したと思われていたが、ここ数年で復活したとの噂もある。生前の圭一が十二人委員に纏わる資料を所持していたことが目撃されている。
緑川の祖父も、設立時のメンバーであり、尊敬する祖父が非合法な殺人に関与していたことに緑川はショックを受ける。

## 書誌情報
- 木々津克久 『兄妹 〜少女探偵と幽霊警官の怪奇事件簿〜』 秋田書店〈少年チャンピオン・コミックス〉、全7巻
  1. 2015年4月8日発売 ISBN 978-4-253-22541-0
  2. 2015年6月8日発売 ISBN 978-4-253-22542-7
  3. 2015年8月7日発売 ISBN 978-4-253-22543-4
  4. 2015年10月8日発売 ISBN 978-4-253-22544-1
  5. 2016年1月8日発売 ISBN 978-4-253-22545-8
  6. 2016年3月8日発売 ISBN 978-4-253-22546-5
  7. 2016年5月6日発売 ISBN 978-4-253-22547-2